# Републикански път III-8673
Републикански път IIІ-8673 е третокласен път, част от Републиканската пътна мрежа на България, преминаващ изцяло по територията на Кърджалийска област. Дължината му е 10,9 km.
Пътят се отклонява наляво при 43,3 km на Републикански път III-867 северозападно от село Добромирци и се насочва на север, като се изкачва по стръмния южен склон на източнородопския Устренски рид. Преминава през село Генерал Гешево, достига до билото на рида и в западната част на село Устрен се свързва с Републикански път III-5084 при неговия 7 km.
| Пътища, отклоняващи се надясно (населено място, № на пътя, посока на пътя) | km   | Пътища, отклоняващи се наляво (посока на пътя, № на пътя, населено място) |
| -------------------------------------------------------------------------- | ---- | ------------------------------------------------------------------------- |
| Община Кирково, III-867, 43,3 km ←                                         | 0,0  | ← 43,3 km, III-867, Община Кирково                                        |
| Община Джебел                                                              | 2    | Община Джебел                                                             |
|                                                                            | 4,1  | → общински път (за с. Добринци)                                           |
| с. Генерал Гешево                                                          | 5,9  | с. Генерал Гешево                                                         |
| (за с. Желъдово) общински път ←                                            | 8,9  |                                                                           |
| (от 17 km на III-508) III-5084, 7 km, с. Устрен →                          | 10,9 | → с. Устрен, 7 km, III-5084 (до с. Припек)                                |